# Ceryx artina
Ceryx artina là một loài bướm đêm thuộc phân họ Arctiinae, họ Erebidae.